# Umbilicaria angulata
Umbilicaria angulata är en lavart som beskrevs av Tuck. Umbilicaria angulata ingår i släktet Umbilicaria och familjen Umbilicariaceae.   Inga underarter finns listade i Catalogue of Life.